# 箔打紙
箔打紙（はくうちし）とは、「澄」と呼ばれる0.003ミリメートルまで薄く延ばされた金をさらに薄く叩き延ばし、最終的に0.0001～0.0002ミリメートルの金箔に仕上げるために用いられる紙である。

## 和紙製
代表的なものに石川県金沢市二俣町の二俣和紙と兵庫県西宮市塩瀬町名塩の名塩雁皮紙がある。この箔打紙で製造された金箔を特に縁付金箔と呼ぶ。また箔打紙としての役割を終えたものはあぶらとり紙として利用されている。

### 製造方法
稲藁から採った灰汁に卵と柿渋を混ぜ、それに和紙を浸して「あく打ち機」で叩解を繰り返し箔打紙に仕上げる。

## グラシン紙製
グラシン紙を箔打紙として用いて製造された金箔を特に断切金箔と呼ぶ。

## 海外での箔打紙・箔打革
金箔は様々な国で製造されているが、最終的に金箔を仕上げる際に使用される紙や革の種類は異なる。ヨーロッパではグラシン紙やプラスチックフィルム、中国では竹紙（烏金紙）、韓国ではカーボンを添付した硫酸紙（グラシン紙）、インドでは羊皮革、ミャンマーでは竹紙、タイではグラシン紙が使用されている。